# Ragna Sigurðardóttir
Ragna Sigurðardóttir (Ragnheiður Sigurðardóttir) (Reikiavik, 10 de agosto de 1962) es una escritora, poeta, y aritsta islandesa. Estudió arte en la Escuela de Artes y Oficios de Islandia y prosiguió sus estudios en Holanda. Después se estableció un tiempo en Dinamarca para regresar por último a Islandia para trabajar como escritora y artista en Bessastaðahreppur, cerca de Reykjavík. Ha ilustrado muchos de sus libros y trabajado en el diario Morgunblaðið.

## Obra
- 1987, Stefnumót (Cita).
- 1989, Fallegri en flugeldar (Más bonito que los fuegos artificiales)
- 1991, 27 herbergi (27 Habitaciones)..
- 1993, Borg (Ciudad)